# Yljäkkä
Yljäkkä är en ö i Finland. Den ligger i sjön Saimen och i kommunen Villmanstrand i den ekonomiska regionen  Villmanstrands ekonomiska region  och landskapet Södra Karelen, i den södra delen av landet, 210 km nordost om huvudstaden Helsingfors. Öns area är 1,7 hektar och dess största längd är 170 meter i sydöst-nordvästlig riktning.